# 迪德薩河
迪德薩河（Didessa River）是非洲東部國家埃塞俄比亞西部的河流，屬於青尼羅河的支流，從發源地往西北方流進，流域面積約19,630平方公里，該河下游沒有急流，能讓船隻通過。